# Marcel van de Ven
Marcel van de Ven o.praem. (Dinther, 30 oktober 1930 - Veghel, 30 maart 2000) was een Nederlands norbertijn en abt van de abdij van Berne en abt-generaal van de Norbertijnen.

## Opleiding en priesterwijding
Hij werd geboren als Lambertus Adrianus Maria van de Ven onder de schaduw van de Abdij van Berne. Aanvankelijk koos hij voor de landbouwschool. Hij trad in als novice in de Abdij van Berne in het Brabantse Heeswijk op 17 september 1952 en nam de kloosternaam Marcel aan.
Twee jaar later sprak hij zijn geloften uit op 17 september 1954. Hij werd door mgr. W. Mutsaers op 10 augustus 1958 tot priester gewijd. Van 1958 tot 1963 studeerde hij moraal-theologie aan de Pauselijke Universiteit Gregoriana in Rome en promoveerde daar tot doctor.
Hij werd op 19 maart 1963 tot prior van de abdij benoemd en docent moraaltheologie in de priesteropleiding van de Abdij en op de Latijnse School in Gemert.

## Abbatiaat
Op 5 april 1968 werd hij gekozen tot 67e abt van Berne. Mgr. Bluyssen zegende hem tot abt op 4 juni 1968. Van 1968 tot 1976 was hij vicaris van de abt-generaal voor de Brabantse circarie. Hij was vader-abt van de canonie St.-Cartharinadal in Oosterhout van 12 mei 1970 tot 26 februari 1983. Als wapenspreuk koos hij Communicantes (In gemeenschap elkaar vasthouden).
Op 21 juli 1982 werd hij als abt-generaal gekozen van de orde en vestigde hij zich in Rome. Hij werd op 7 november 1982 presidiumlid van de USG, de vergadering van generale oversten. Hij nam actief deel aan meerdere bisschoppensynodes. Onder zijn leiding werd er ook vormgegeven aan de heropbouw van vele gemeenschappen in Oost-Europa na de val van het communisme.
Op 18 april 1996 legde hij om gezondheidsredenen zijn functie als abt-generaal neer en keerde hij terug naar de Abdij van Berne. Hij werd opgevolgd door mgr. Hermenegild Noyens van de Abdij van Tongerlo.
In maart 2000 overleed hij in het ziekenhuis te Veghel. Op 5 april werd hij onder grote belangstelling begraven op het abdijkerkhof.

## Onderscheidingen
- Officier in de Orde van Oranje-Nassau
- Ridder in de Orde van de Nederlandse Leeuw

- International Standard Name Identifier: 0000 0003 9481 3717
- Nederlandse Thesaurus van Auteursnamen: 148180388
- Virtual International Authority File: 289453453
- WorldCat: E39PBJyRtFH9XQB8fXYVhY7T73